# スルドス
スルドス（モンゴル語: Suldus）とは、モンゴル部に属する遊牧集団の名称。『元朝秘史』では速勒都思、『集史』ではسولدوس（Sūldūs）と記される。

## 概要
アラン・ゴアと光の精の末裔たるニルンに属さない、ドルルギン諸氏族の一つ。スルドス氏の起源については全く記録が残っていないが、これはスルドス氏が元来はウリヤンハンなどと同様にブルカン・カルドゥンに移住してきたボルジギン氏に征服された先住民であったためと考えられている。スルドスはモンゴル部の中でも弱小な氏族の1つで、他の有力氏族（タイチウト氏、キヤト氏など）に分散して隷属民として仕えていた。なお、『集史』によるとイルドルギン氏族はスルドス氏族から分岐した氏族であったという。
12世紀中頃、カブル・カンが「あまねきモンゴル」を統一して以後、モンゴル部内では2大有力氏族たるタイチウト氏とキヤト氏による主導権争いが激化していた。キヤト氏の指導者たるイェスゲイ・バアトルが亡くなった時、これを好機と見たタイチウト氏はキヤト氏の民を連れ去ってしまい、イェスゲイの遺児のテムジン（後のチンギス・カン）は困窮した生活を送ることとなった。
その後テムジンが成長すると、これを警戒したテムジンの族父にあたるタイチウト氏の首長のタルグタイ・キリルトク率いる一団はテムジンの家を襲撃し、テムジンは家族を逃がしたものの自らは捕まってしまった。テムジンは脱走を図ったもののタイチウトの捜索隊に囲まれ絶体絶命の状況にあった時、偶然テムジンを見つけたタイチウト氏に隷属するスルドス氏のソルカン・シラがその脱走を手助けした。
これ以後もソルカン・シラの一族はタイチウト氏に仕え続けていたが、1290年代始めにはベスト氏のジェベやジャライル部のジョチ・チャウルカンらとともにチンギス・カンの陣営に投じた。特にソルカン・シラの子のチラウンは多くの功績を挙げ、「四駿」と称される最高幹部にまで上り詰めた。これ以後、大元ウルスやフレグ・ウルスにおいてもチラウンの一族は名家として繁栄を続けている。

## スルドス氏出身の有力者

### ソルカン・シラ家
- 千人隊長ソルカン・シラ（Sorqan Šira ＞鎖児罕失剌/suŏérhǎn shīlà,سورغان شيره/Sūrghān Shīra）
  - チラウン・バートル（Čila'un ba'atur ＞赤老温/chìlǎowēn,چيلاوغان بهادر/Chīlāūghān bahādur）
    - スドン・ノヤン（Sudon noyan ＞宿敦/sùdūn,سدون نویان/Sudūn Nūyān）
      - カジュダル（Qajudar ＞قاجودر/Qājūdar）
      - サルタク・ノヤン（Sartaq noyan ＞سرتاق نویان/Sartāq Nūyān）
      - 万人隊長ブルジャ（Burja ＞بورجه/Būrja）
      - 極位御家人スンジャク・ノヤン（Sunjaq noyan ＞سونجاق نویان/Sūnjāq Nūyān）
      - トダン（Tudan ＞تودان/Tūdān）
        - マリク（Malik ＞ملك）
          - 万人隊長チュバン（Čuban ＞جوبان/Jūbān）
            - アミール・ハサン（Amīr Ḥasan ＞أمير حسن）
            - テムル・タシュ（Temür taš ＞أمير تیمور تاش/Amīr tīmūr Tāsh）
              - シャイフ・ハサン（Shaykh ḥasan ＞شیخ حسن）
              - マリク・アシュラフ（Malek Ashraf ＞ملک اشرف）

            - ダムシャク・ホージャ（Damshaq noyan ＞خواجه نویان）
            - シャイフ・マフムード（Shaikh Maḥmūd ＞شيخ محمود）

    - アラカン（Alaqan ＞阿剌罕/ālàhǎn）
      - ソグドゥ（Soγudu ＞鎖兀都/suŏwùdōu）
        - タングタイ（Tangγutai ＞唐古䚟/tánggŭdǎi）
          - ガインドゥバル（Gaindu-dpal ＞健都班/jiàndōubān）

    - ナドル・ビチクチ（Nadr ＞納図児/nàtúér）
      - チャラン（Čalan ＞察剌/chálà）
        - ウクナ（Uquna ＞忽訥/hūnè）
          - トク・テムル（Toq temür ＞脱帖穆耳/tuō tièmùěr）
            - オルク・ブカ（Örüg buqa ＞月魯不花/yuèlǔ bùhuā）

  - チンバイ（Čimbai ＞沈伯/shĕnbǎi）

### タガイ家
- タガイ・バアトル（Taγai ba'atur ＞塔孩/tǎhái,تقاى/taqāī）
  - ブカ（Buqa ＞卜花/bǔhuā）
    - アタカイ（Ataqai ＞阿塔海/ātǎhǎi）
      - アリマン（Aliman ＞阿里麻/ālǐmá）

### トグリル家
- トグリル
  - チャラン・バウルチ

### チルグテイ家
- チルグテイ